# Prima che
Prima che è un singolo del cantautore italiano Daniele Silvestri, pubblicato il 12 aprile 2019 come quinto estratto dal nono album in studio La terra sotto i piedi.

## Video musicale
Il videoclip è stato pubblicato il 12 aprile 2019 sul canale YouTube del cantante.

## Tracce
Download digitale
1. Prima che – 4:01

10"
- Lato A

1. Prima che – 4:01

- Lato B

1. L'ultimo desiderio – 4:47